# Бер, Поль
Поль Бер (фр. Paul Bert; 19 октября 1833, Осер, Франция, — 11 ноября 1886, Ханой, протекторат Тонкин) — французский учёный и государственный деятель, доктор медицины, естественных наук и лиценциата, профессор физиологии в Сорбонне. С 1874 года депутат от Йоннского департамента, с 1881 года министр народного образования и культов Франции.

## Биография
Окончил политехническую школу в Париже, получил ученые степени доктора медицины, естественных наук и лиценциата, что соответствует русскому кандидату права. Начиная с 1869 года работал профессором физиологии в Сорбонне.
4 сентября 1870 года Бер занял должность генерального секретаря в префектуре Йоннского департамента, а в январе 1871 года был назначен префектом. В 1874 году был избран депутатом в Национальное Собрание от Йоннского департамента, где примкнул к республиканской партии и принимал деятельное участие в дебатах по вопросам народного образования. Особенно горячо при обсуждении законопроектов Ферри о народном образовании Бер защищал обязательное и бесплатное светское начальное народное обучение.
В 1881 году Поль Бер занял должность министра народного образования в кабинете министров Леона Гамбетты, после смерти которого в 1882 году Беру пришлось уйти в отставку. Но несмотря на отставку Бер принимал ревностное участие в политической жизни страны, оставаясь убежденным демократом и антиклерикалом. В феврале 1884 года палата министров приняла законопроект Бера о новой организации элементарных училищ с исключительно светскими учителями. При обсуждении вопроса об освобождении воспитанников нормальной школы от воинской повинности Бер в интересах демократического равенства высказался против этого законопроекта. В феврале 1885 года Бер внес в палату законопроект о продаже всех принадлежащих государству епископских дворцов и других зданий, в которых некогда помещались духовные семинарии и монашеские общежития, но это предложение было отклонено.
В начале 1886 года Поль Бер был назначен министром-резидентом в Тонкине и Аннаме, где и умер в том же году. Тело было перевезено на родину и погребено в Осере с большими почестями.

## Научные труды
Из многочисленных научных трудов и других сочинений Поля Бера наибольшее значение имеют:
- «De la greffe animale», 1863
- «De la vitalité des tissus animaux», 1860
- «Revue des travaux d’anatomie et de physiologie publiés en France pendant l'ànnée 1864», 1866
- «Notes d’anatomie et de physiologie comparées», 1867—1870, в двух томах
- «Recherches sur le mouvement de la sensitive», 1867—1870
- «Leçons sur la physiologie comparée de la respiration», 1869
- «La pression barométrique. Recherche de physiologie expérimentale», 1877, удостоена академической премии
- «La morale de Jésuites», 1880
- «Leçons, discours et conférences», 1880

Из его сочинений на русский язык переведены:
- «Лекции зоологии», перевод д-ра Симонова
- «Анатомия и физиология», 1882
- «Первые понятия о зоологии», под редакцией профессора Мечникова, 1877

## Признание
Имя Поля Бера носила улица в центре Ханоя. 